# Clariana (Avinyonet del Penedès)
Clariana és una entitat de població del municipi d'Avinyonet del Penedès, a la comarca de l'Alt Penedès. El barri se situa al centre del terme municipal, a l'est d'Avinyó Nou. La carretera N-340 és la principal via de comunicació. La primera referència escrita de Clariana data de l'any 1190 descrivint el lloc com un alou en terme del castell d'Olèrdola, parròquia de Sant Pere d'Avinyó.
A peu de carretera hi ha Cal Borrut, un edifici protegit com a bé cultural d'interès local.